# Ernesto Domínguez
Ernesto Domínguez Hernández, (Mora de Ebro, Provincia de Tarragona, Cataluña, 9 de marzo de 1941) fue un futbolista español. Se desempeñaba en posición de delantero. Jugó en Primera División cinco temporadas: las dos primeras siendo jugador del RCD Espanyol (1960/61, 1961/62), otras dos vistiendo la camiseta del Levante UD (1963/64, 1964/65) y la última con el RCD Mallorca (1969/70).

## Trayectoria
Pronto destacó en las categorías inferiores del Barcelona. Su breve paso por el equipo filial, Club Deportivo Condal, se saldó con 14 dianas en 28 partidos en la categoría de plata del fútbol español. El salto a Primera División lo daría a la temporada siguiente, vistiendo la camiseta del Real Club Deportivo Espanyol. Fue en Sarriá contra el Racing de Santander donde logró su primer gol en la élite. Meses antes fue convocado por las categorías inferiores de la selección española para jugar un partido amistosos en el Estadios de los Carmenes de Granada contra Marruecos; jugó los últimos quince minutos de la ajustada victoria 4-3 del combinado español y entró en sustitución de Enrique Mateos, autor de un triplete.

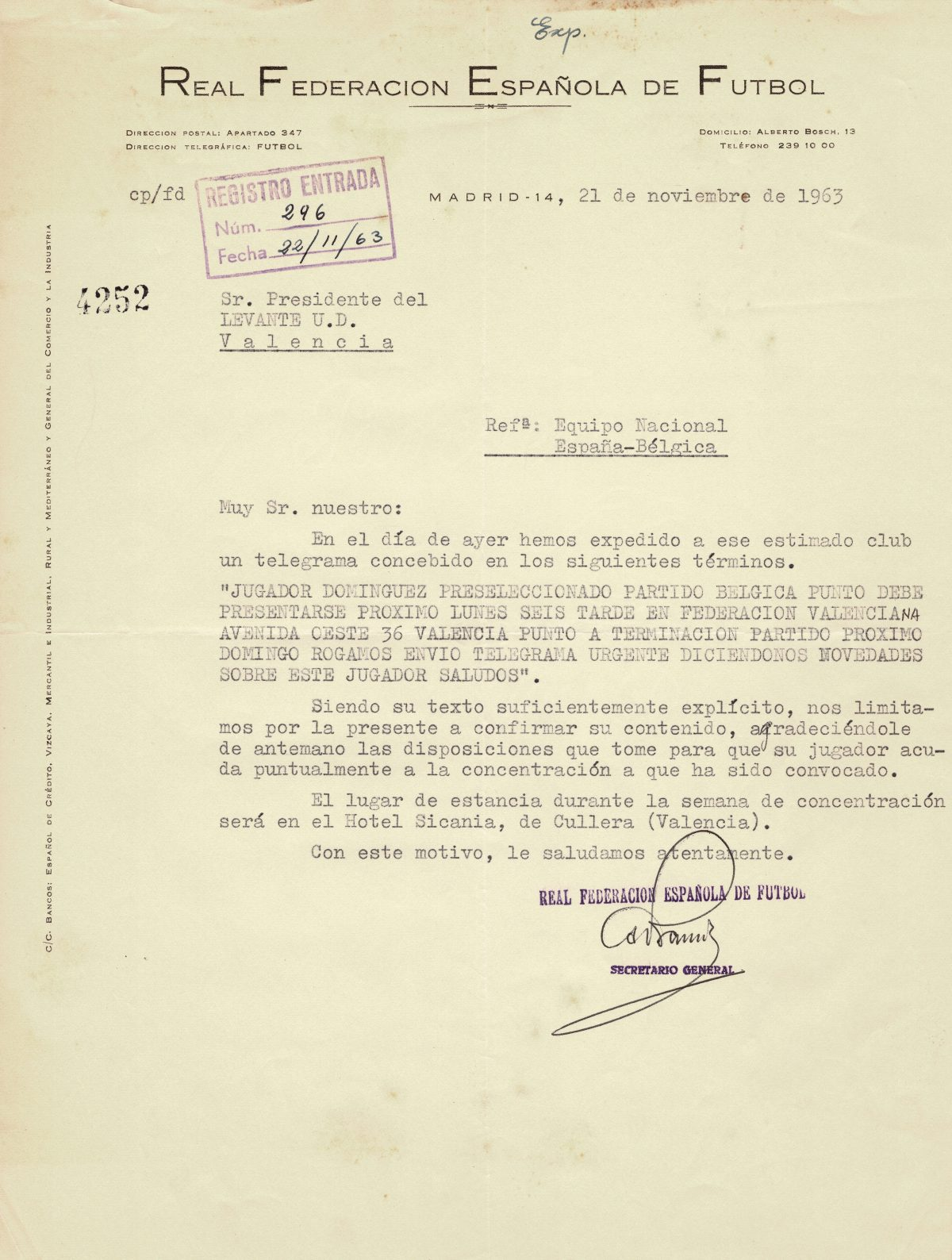
Carta con la que la RFEF convocó a Ernesto Domínguez a su único partido con la selección española.

La temporada siguiente, también en el Espanyol sus nueve tantos, de entre los que se destacan tres dobletes frente a Osasuna, el Mallorca y el Atlético de Madrid, no pudieron evitar el descenso del equipo. Al término de la campaña, Domínguez abandonó el club cuando firmó por otro equipo de Segunda División, el Levante. Consiguió ascender a Primera División con el club valenciano marcando diez tanto uno de ellos en la fase de promoción frente al Deportivo de la Coruña.
De vuelta a primera, consiguió el primer gol de la historia del Levante en Primera División precisamente frente al Real Club Deportivo Espanyol en el Estadio de Sarriá. Anotó cuatro goles más aquella temporada entre los que destaca el solitario tanto que decantó el derbi de la ciudad de Valencia en el estadio de Vallejo. El periplo del club de Domínguez en Primera División se alargó solo una temporada más. Domínguez anotó seis goles, uno de ellos también en el derbi de la ciudad de Valencia que terminó ganando el Levante; pero a pesar de marcar gol en la fase de promoción frente al Málaga, la temporada acabó en descenso. Era el segundo de su carrera.
Permaneció un año en Segunda División con el club granota donde hizo seis goles más y al final de la temporada, puso rumbo a las islas baleares, jugaría para el Mallorca. Marcó 31 goles en tres años y al final de esta etapa trufada de tantos, el equipo consiguió el ascenso a Primera División. Pese a lograr su mejor registro en la élite anotando 13 goles y un doblete frente al Pontevedra, el Mallorca terminó descendiendo ese año. En su tercer retorno a la categoría de plata, Domínguez anotó nueve goles.

### Selección nacional
Fue internacional con la Selección de fútbol de España en una ocasión el 1 de diciembre de 1963 ante la Selección de fútbol de Bélgica, encuentro celebrado en Valencia que finalizó 1-2 a favor de los belgas.

## Clubes
| Club         | País   | Temporada         |
| ------------ | ------ | ----------------- |
| CD Condal    | España | 1959/60           |
| RCD Espanyol | España | 1960/61 a 1962/63 |
| Levante UD   | España | 1963/64 a 1965/66 |
| RCD Mallorca | España | 1966/67 a 1970/71 |